# Genista linifolia
Genista linifolia és una espècie de planta de la família de les Fabàcies. És un arbust alt que pot arribar a fer dos metres d'alçada, amb unes branques superiors cobertes per fulles trifoliolades que neixen directament de les tiges sense pecíol, d'un color verd cendra que poden recordar les fulles del romaní. Les seves flors són de color groc i apareixen a la part alta de la planta. Els seus fruits són llegums petits i peluts.
Es distribueix pel sud-oest d'Europa i pel Magrib. Aquí el podem trobar al Baix Empordà, la Selva i Menorca, i és típica de garrigues denses de terrenys silicis. Creix juntament amb brucs de sòls àcids, a les contrades litorals d'hiverns suaus, als dominis de les suredes i alzinars baleàrics, entre 10 i 300 metres d'altitud. Està estrictament protegida i, per tant, prohibida la seva recol·lecció als espais d'interès natural.
És una planta molt ben adaptada a la sequera estival del clima mediterrani: les fulles són dures, coriàcies i amb les parets reforçades, així evita la pèrdua d'aigua i la depredació dels herbívors. La pilositat del revers de la fulla crea, juntament amb els marges recorbats, un petit ambient estable més humit. Alhora, la mida petita de les fulles i els marges recorbats cap a dins redueixen la insolació rebuda. A més, les fulles presenten més estomes al revers per aprofitar aquest microambient.

## Galeria

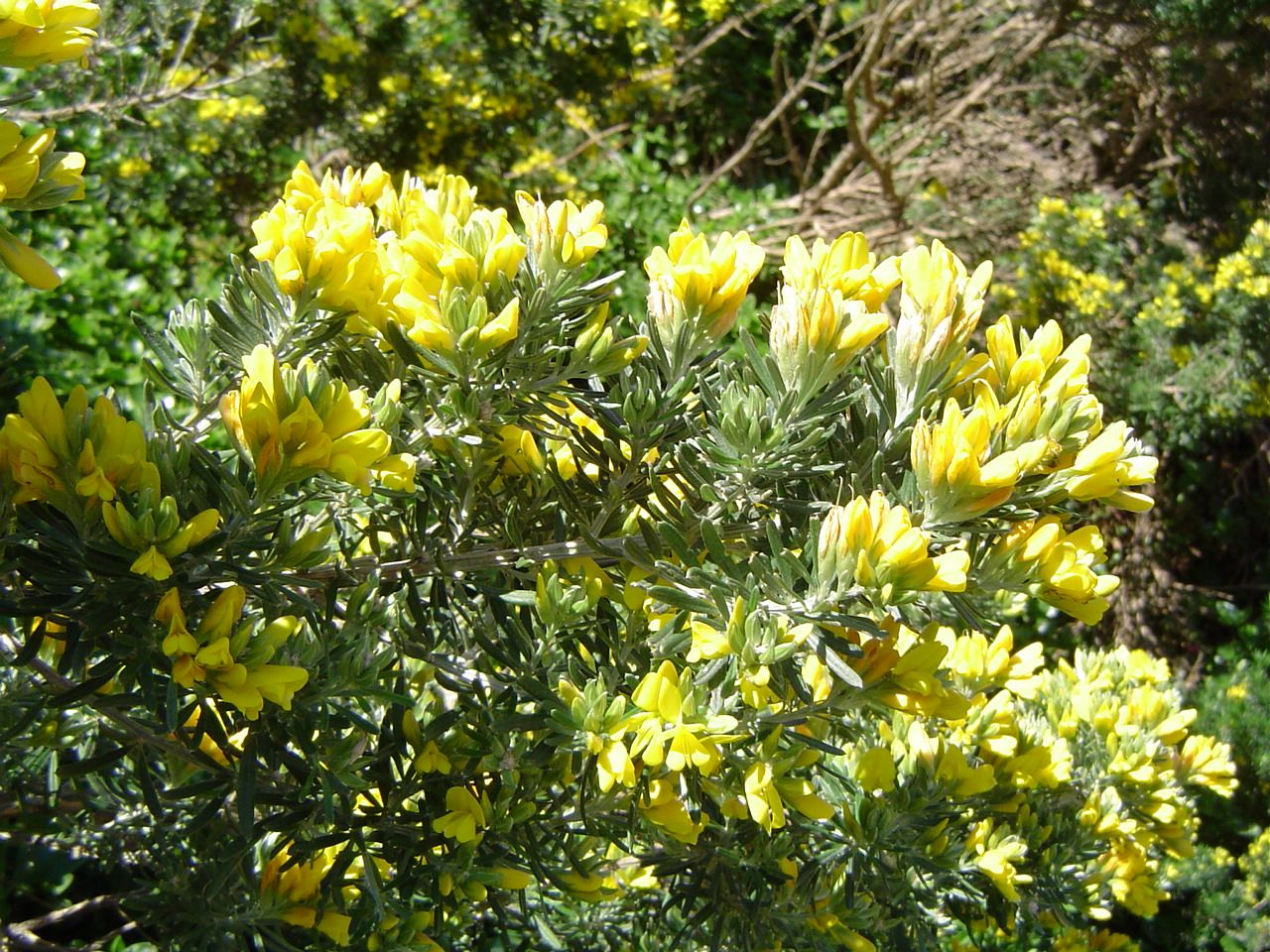
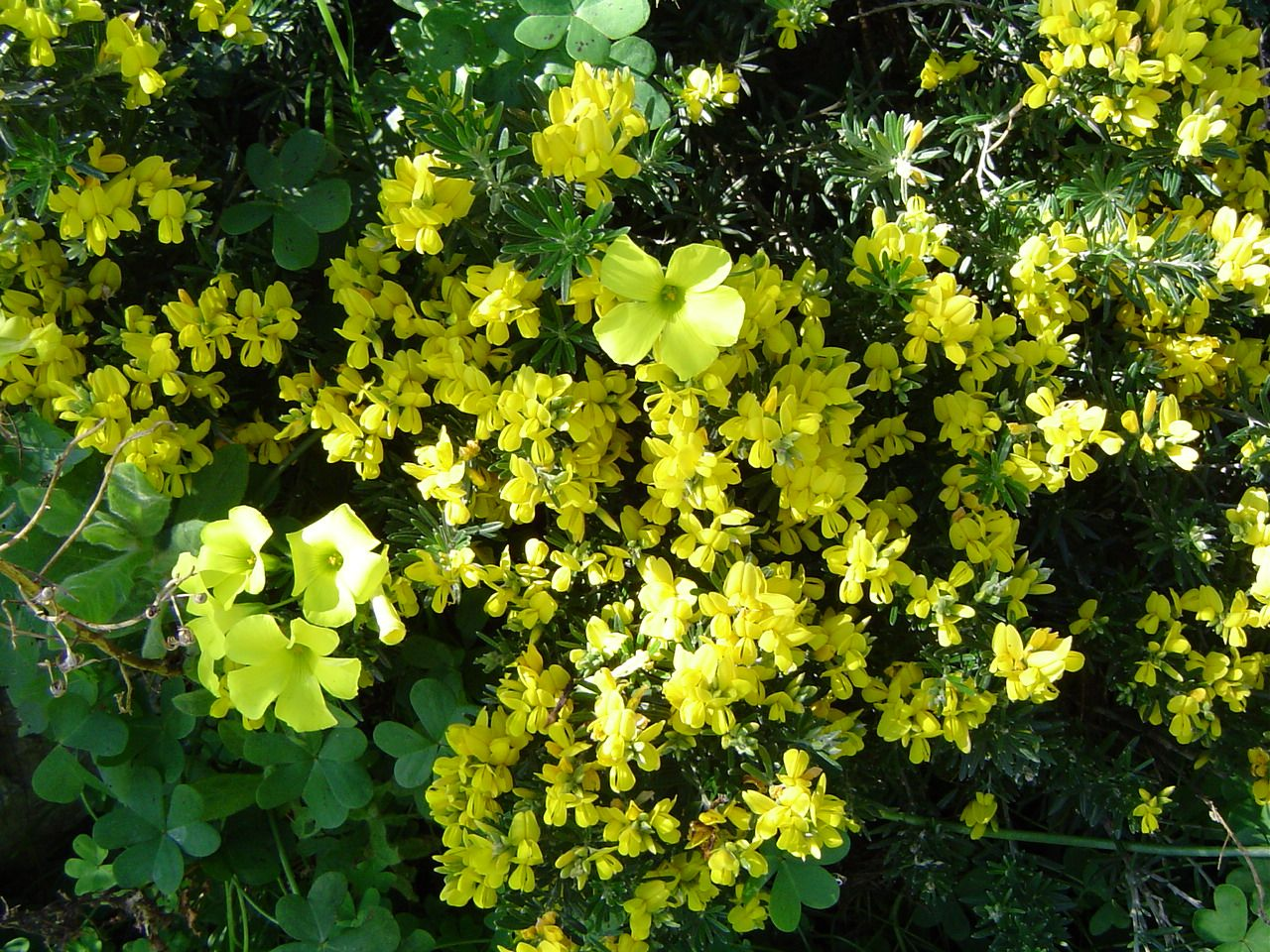
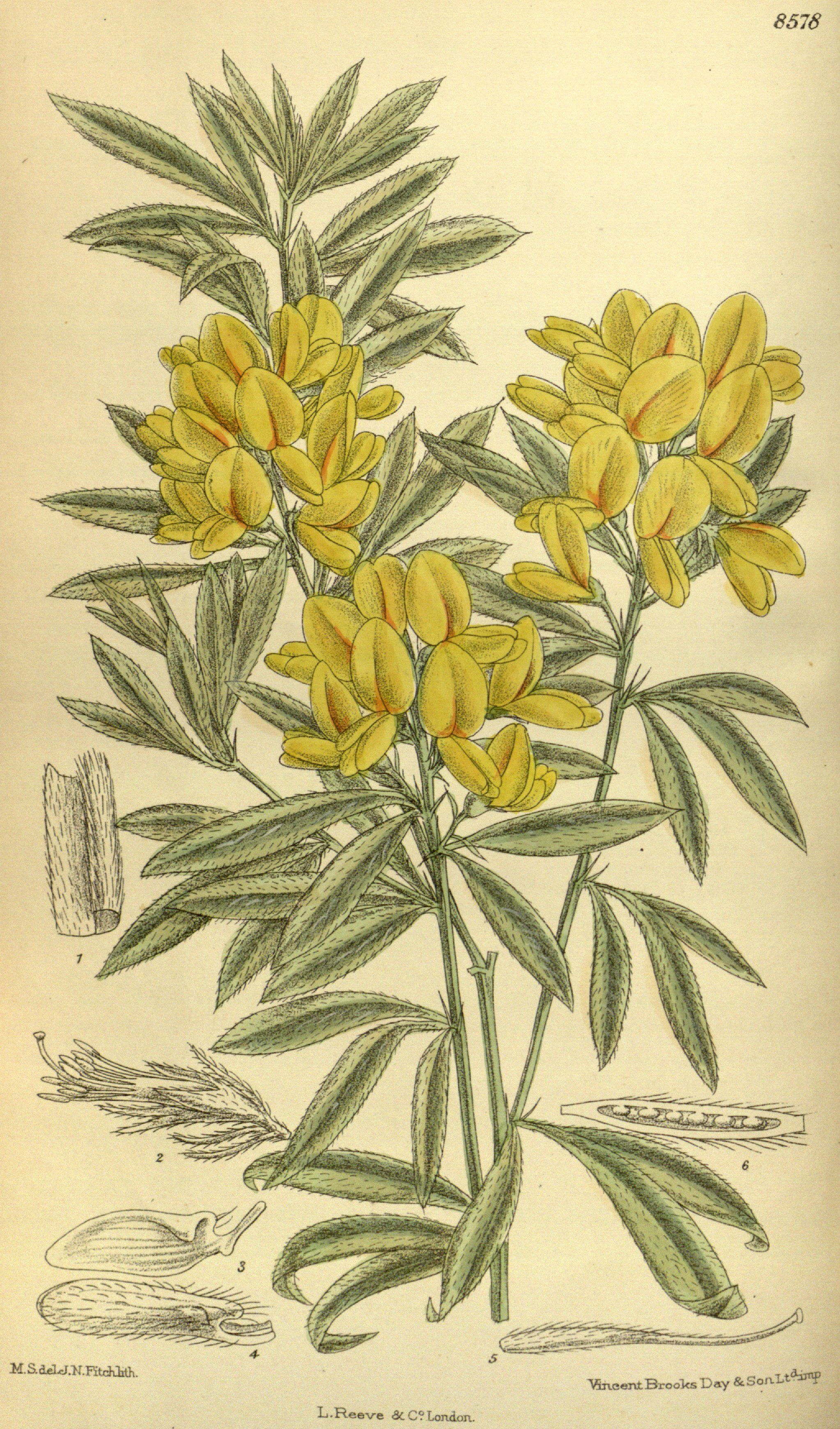
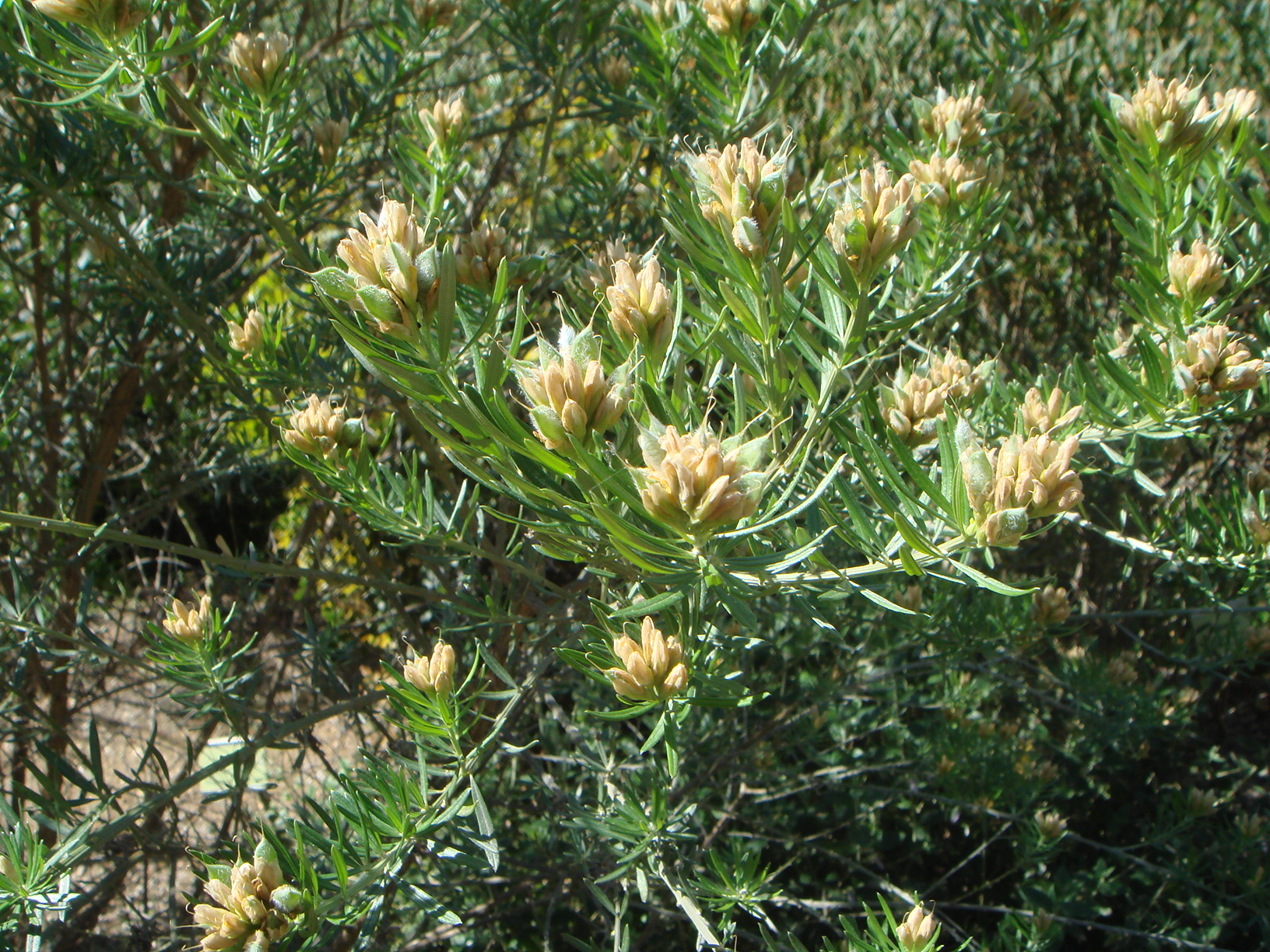
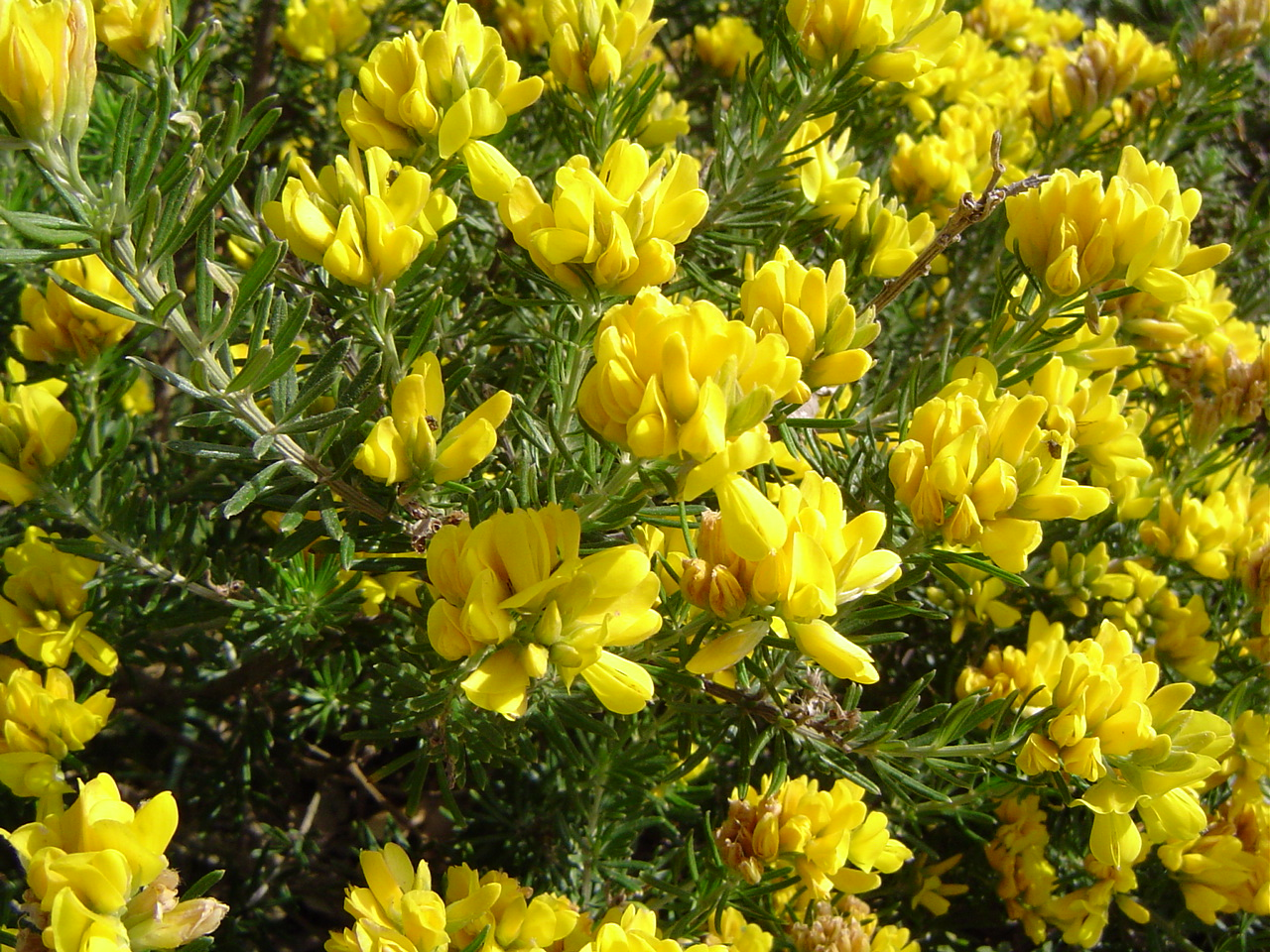